# Рорберг (Айхсфельд)
Рорберг (нем. Rohrberg) — община в Германии, в земле Тюрингия.
Входит в состав района Айхсфельд. Подчиняется управлению Ханштайн-Рустеберг. Население составляет 240 человек (на 31 декабря 2010 года). Занимает площадь 3,54 км².